# 京都府知事指定伝統工芸品
京都府知事指定伝統工芸品（きょうとふちじしていでんとうこうげいひん）とは、京都府の条例に基づき指定される京都を代表する伝統工芸品、伝統食品である。
「京もの指定工芸品」、「京もの技術活用品」、「京もの伝統食品」の3つのカテゴリがあり、合計で34品目が指定されている。（2025年4月現在）

## 京もの指定工芸品
伝統的な素材、技術又は意匠を用いて手工業的な手法に基づき製造される京都の工芸品。
- 西陣織
- 京鹿の子絞
- 京友禅、京小紋
- 京繍
- 京くみひも
- 京黒紋付染
- 京仏壇、京仏具
- 京漆器
- 京指物（京の木工芸）
- 京焼・清水焼
- 京扇子、京うちわ
- 京石工芸品
- 京人形
- 京表具
- 京房ひも・撚ひも
- 丹後藤布
- 京陶人形
- 京都の金属工芸品
- 京象嵌
- 京刃物
- 京の神祇装束調度品
- 京銘竹
- 京の色紙短冊和本帖
- 北山丸太
- 京版画
- 丹後ちりめん
- 黒谷和紙
- 京たたみ
- 京印章
- 京七宝
- 京竹工芸

## 京もの技術活用品
京もの指定工芸品に使用されている技術等を活用し、伝統的な素材、技術又は意匠を用いて製造される京都の工芸品。
- 丹後ちりめん工芸品

## 京もの伝統食品
伝統的な素材、技術を用いて製造される京都の食品。
- 京つけもの
- 京上菓子